# 茂化实华
茂名石化实华股份有限公司 （Maoming Petro-Chemical Shihua Co., Ltd，深交所：000637），简称茂化实华，是中国石化茂名石化公司为发起人，于1988年10月创立的股份制企业，主要从事石油化工产品的生产及销售经营，1996年11月14日在深圳证券交易所上市，是茂名市第一家也是目前为止唯一一家上市公司。主要产品有液化石油气、聚丙烯、MTBE、特种工业白油、乙醇胺、聚合级异丁烷、丙烷、工业过氧化氢、双环戊二烯、加氢碳九、石油树脂、萘和重焦油等系列。

## 历史
茂化实华是中国国内第一家由职工持股会出任大股东的上市公司。2002年，茂化实华第一大股东茂名石化公司职工互助会将所持29.50％股份转让给北京泰跃房地产开发有限责任公司。股权转让完成后，北京泰跃成为茂化实华的第一大股东。中国石化集团茂名石油化工有限公司仍位列公司第二大股东。
2023年5月，因茂化实华2022年度被审计机构出具否定意见的内部控制审计报告，公司股票于2023年5月4日开市起停牌一天，自2023年5月5日开市起被实施其他风险警示，公司股票简称由“茂化实华”变更为“ST实华”。
2022年开始，为实现化工+文旅“双主业发展”，茂化实华陆续收购北京海洋馆85%股权，2023年4月，茂化实华就准备出售所持北京海洋馆全部股权，最终在争议下仅售出其中45%股权，且卖家未按照约定如期支付交易价款，交易事项受到质疑。2024年1月15日，深交所向茂化实华下发关注函。
2024年4月8日，公司原第一大股东北京泰跃房地产开发有限责任公司持有的公司1.52亿股股票以4.05亿元转让给茂名港集团，茂名港集团成为公司控股股东。